# Adolfo Rodríguez Saá

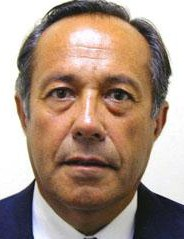
Adolfo Rodríguez Saá

Adolfo Rodríguez Saá (* 25. Juli 1947 in San Luis, Provinz San Luis, Argentinien) ist ein argentinischer Politiker und war vom 23. Dezember 2001 bis zum 30. Dezember 2001 nur knapp eine Woche Präsident Argentiniens.

## Biografie

### Herkunft
Adolfo Rodríguez Saá wuchs in San Luis als Sohn einer politisch einflussreichen konservativen Familie auf. Bereits sein Großvater, ebenfalls namens Adolfo Rodríguez Saá, sowie zwei seiner Großonkel waren Gouverneure der Provinz San Luis gewesen. Sein Vater, Carlos Juan Rodríguez Saá, hatte eine Führungsposition innerhalb der Polizeiorganisation inne.

### Ausbildung und politische Karriere
Er schloss sein Studium der Rechtswissenschaften an der Universidad Nacional de Buenos Aires 1971 als Anwalt ab. Im selben Jahr trat er der Justizialistischen Partei (PJ; Peronisten) bei, für die er 1973 als Abgeordneter ins Provinzparlament einzog und Fraktionsvorsitzender wurde. Dieses Amt hatte er bis zum Militärputsch 1976 inne. Während der Militärdiktatur war er als Rechtsanwalt in seiner Heimatstadt San Luis tätig. Nach der Rückkehr zur Demokratie 1983 war er für fünf Amtszeiten Gouverneur der Provinz San Luis.

### Kurzzeitige Präsidentschaft 2001
Bereits 1999 war er als Präsidentschaftskandidat für die PJ im Gespräch, ließ dem später unterlegenen Eduardo Duhalde jedoch den Vortritt. Gleichzeitig errang Rodríguez Saá seine fünfte Amtszeit als Gouverneur seiner Provinz. Als am 21. Dezember 2001 Fernando de la Rúa (UCR) nach wirtschaftlichen und politischen Unruhen vom Amt des Präsidenten zurücktrat, hätte nach der argentinischen Verfassung eigentlich der Vizepräsident das Amt des Präsidenten übernehmen müssen. Der Vizepräsident Carlos Álvarez hatte aber sein Amt schon im Oktober 2000 niedergelegt, weshalb dieser Posten vakant war. Der Nächste in der Reihe war daher nach der Verfassung Ramón Puerta, Vorsitzender des Senats, dessen primäre Aufgabe es war, die kurzfristige Wahl eines Interimspräsidenten zu organisieren. Da die Mehrheit der Abgeordneten beider Kammern sowie der Provinzgouverneure bei der Justizialistischen Partei lag, wurde Adolfo Rodríguez Saá mit 169:139 Stimmen ursprünglich bis zum 5. April 2002 als Präsident gewählt.
Adolfo Rodríguez Saá erklärte kurze Zeit nach seinem Amtsantritt ein Moratorium der argentinischen Auslandsschulden, um dieses Geld für soziale Zwecke einzusetzen. Er versprach eine Million neue Arbeitsplätze zu schaffen und jedem Familienoberhaupt ein Arbeitslosengeld in Höhe von 300 Pesos und 60 Pesos für jedes Kind unter 18 Jahre zu bezahlen. Allerdings ließ er die Bankguthaben weiter eingefroren und rüttelte auch nicht an der 1:1-Parität des argentinischen Pesos mit dem US-Dollar. Er wollte aber eine dritte Währung einführen, den Argentino, der frei gegenüber dem Peso und dem Dollar floaten sollte, um mehr Kaufkraft zu schaffen und um die provinzialen Notgelder zu ersetzen. Er kündigte diese neue Währung am 26. Dezember 2001 an. Schnell sank die Popularität des neuen Präsidenten und der Rückhalt in seiner eigenen Partei. Nach einer Woche im Amt konnte er nur noch auf die Unterstützung der Gewerkschaften zählen. Die Bevölkerung demonstrierte wieder wie in den letzten Tagen der Amtszeit Fernando de la Rúas.
An einer von ihm einberufenen Zusammenkunft aller peronistischen Provinzgouverneure am 30. Dezember 2001 nahmen nur sechs von vierzehn Gouverneuren teil. Enttäuscht reiste Rodriguez Saá nach San Luis und erklärte von dort seinen Rücktritt. Da Ramón Puerta, Vorsitzender der Senatorenkammer kein Interesse hatte, wieder Interimspräsident zu werden, wurde Eduardo Óscar Camaño am 31. Dezember Präsident von Argentinien. Am ersten Tag des neuen Jahres wurde Eduardo Duhalde von den Abgeordneten zum neuen Präsidenten gewählt. Er wurde somit der fünfte Präsident Argentiniens in nur 13 Tagen.

### Nach der Präsidentschaft
Von 2003 bis 2005 war Rodríguez Saá Parlamentsabgeordneter der Cámara de Diputados. Von 2005 bis 2023 war er Abgeordneter im Senado, in dem er seine Provinz San Luis vertrat. Bei der Präsidentschaftswahl 2015 kandidierte er für Compromiso Federal, einer Abspaltung der PJ, erreichte mit 1,64 % der Stimmen jedoch nur den sechsten und damit letzten Platz.